# 3557 Sokolsky
3557 Sokolsky (1977 QE1) là một tiểu hành tinh nằm phía ngoài của vành đai chính được phát hiện ngày 19 tháng 8 năm 1977 bởi N. Chernykh ở Nauchnyj.